# Vera: Fantastici amici
Vera: Fantastici amici (True: Magical Friends) è una serie web per bambini trasmessa su Netflix in anteprima 2018.

## Lista di episodi

### Stagione 1
| nº | Titolo italiano                 | Titolo originale            |
| -- | ------------------------------- | --------------------------- |
| 1  | La principessa Grizrobot        | Princess Grizbot            |
| 2  | L'uovo di Hino Tari             | Hino Tari Hullabaloo        |
| 3  | Regine del giorno e della notte | Queens of the Day and Night |
| 4  | Vera e lo Scambierello          | True Switcharoo             |
| 5  | Il troll del labirinto          | Fee Fi Fo Frookie           |

## Sequel
- Vera e il Regno dell'arcobaleno (2017)
- Vera: Meravigliosi desideri (2018)